# Amalie Kožmínová
Amalie Kožmínová-Cimrhanzlová, pseudonymem Jiří V. Prokop (11. července 1876 Plzeň – 24. dubna 1951 Praha) byla česká etnografka a spisovatelka.

## Biografie
Narodila se 11. července 1876 v Plzni v rodině Tomáše Cimrhanzla, profesora na tamějším gymnáziu a Polky Amalie Madle. Absolvovala měšťanskou a poté vyšší dívčí školu a po ní soukromé studium na učitelském ústavu. Po vykonání zkoušky na učitelském ústavu v Příbrami v roce 1911 se stala učitelkou ručních prací na měšťanských školách. Získala vlastní koncesi jako odborná učitelka šití šatů a kreslení střihů a zároveň i tovaryšský výuční list opravňující vyučovat na živnostenských školách. Našla si místo na pokračovací škole v Plzni, kde se svými svěřenkyněmi šila šaty až do roku 1918. Z tohoto skromného základu pak vzešlo její pozdější etnografické dílo.
Provdala se za poštovního úředníka Františka Kožmína (byl to syn Jana Kožmína, politicky činného rolníka v Nechvalicích) a měli spolu syny Jiřího (1902–??), Václava (1903–1911) a Prokopa (1904–??). Tím se objasňuje pseudonym Jiří V. Prokop, pod kterým později vydala své beletristické spisy. Roku 1911 se s manželem rozvedli. Po vzniku Československé republiky v roce 1918 byla ministerstvem školství a národní osvěty vyslána na Slovensko, aby tam vedla kurs pro výcvik učitelek ručních prací. V této činnosti byla velmi úspěšná a díky tomu byla ustanovena inspektorkou ručních prací na Podkarpatské Rusi přivtělené k Československu a zároveň byla pověřena průzkumem národopisně zachovalých tamních míst. Posléze byla vyzvána k organizaci a vedení státních kurzů lidové výšivky v oblasti Verchoviny. Její působení zde se opět setkalo s úspěchem. Výšivky vzniklé pod jejím vedením se staly základem I. národopisné výstavky na Podkarpatské Rusi a po přenesení do Prahy byly vystaveny v Uměleckoprůmyslovém muzeu. Tam také poprvé přednášela o Podkarpatské Rusi.
Během svého pobytu na Podkarpatské Rusi se zajímala nejen o folklor jejích obyvatel, ale i o kulturní a hospodářský život této země. Jako jedna z prvních žen použila fotografování k dokumentaci těžkého každodenního života i slavnostních chvil lidí v té krásné, ale do značné míry exotické a tehdy i ne zcela bezpečné zemi. Výsledkem byla vynikající monografie „Podkarpatská Rus. Práce a život lidu po stránce kulturní, hospodářské a národopisné“ vydaná v roce 1922. Obsahovala 125 stran velkého formátu s množstvím kreseb a fotografií a navíc přílohu s desítkami nádherných barevných zobrazení ornamentů lidových krojů a výšivek. Etnografy je toto pionýrské a respekt budící dílo vysoce ceněno. V roce 2007 došlo v Užhorodě k jeho reedici.
Předtím v roce 1921 vydala s etnografkou Renátou Tyršovou (dcerou Jindřicha Fügnera a ženou Miroslava Tyrše, zakladatelů Sokola) monografii „Svéráz v zemích česko-slovenských. Čechy“ (272 stran). Později jí Ministerstvo školství a národní osvěty udělilo mimořádné stipendium k dalšímu studiu národopisu jižních Čech, jehož výsledkem byla výpravná divadelní vesnická hra se zpěvy a tanci „Konopická“ o jihočeské lidové oslavě ukončení sklizně lnu a textilního konopí. Hra byla v jižních Čechách vícekrát provozována a v roce 1932 se dočkala i knižního vydání s obsáhlým dodatkem o pěstování a zpracování lnu za starodávna pomocí kolovratu a přeslice, o výdělku tkalců atd. Uvedla tam však i texty řady polozapomenutých lidových písní a doprovodila je slovy: „Památce všech autorek starodávných písniček, tanců a obyčejů selských, jimiž vnesly etiku a poezii do svého života zasvěceného práci a rodině – a jimiž stvořily i rys naší poezie národní“. V jižních Čechách, tj. v rodišti svého otce Žíchovci či v nedalekých Strunkovicích nad Blanicí často pobývala v letních měsících.
O často již polozapomenutých lidových zvycích a umění našich předků publikovala i mnoho článků v denním tisku, za svůj život proslovila ve školách i pro veřejnost téměř pět set přednášek a šířila tak vědomí o národní identitě, kultuře a historii.
Ze zcela jiné oblasti, avšak rovněž úspěšné byly spisy „Zlatá kniha českých hospodyněk“ a „Praktická kniha domácnosti“. Byla však autorkou i řady beletristických knih uveřejněných pod zmíněným pseudonymem Jiří V. Prokop. Jsou to „Naši kluci“ (1912, dvě vydání) o příbězích dětí, „Domů, na Vánoce“ (oceněná spolkem spisovatelů Svatobor jako nejlepší spis pro mládež vydaný v letech 1932–1933), „Tvrdý život“ a „Z domova na frontu“ o životě v jižních Čechách, „Zatoulané štěstí“ (tři vydání), „Zápas s láskou“ a „Olenina láska“ inspirovaná Podkarpatskou Rusí.
Poslední údobí svého života strávila v ústraní a po dlouhé nemoci zemřela v Praze 24. dubna 1951.

## Dílo

### Próza

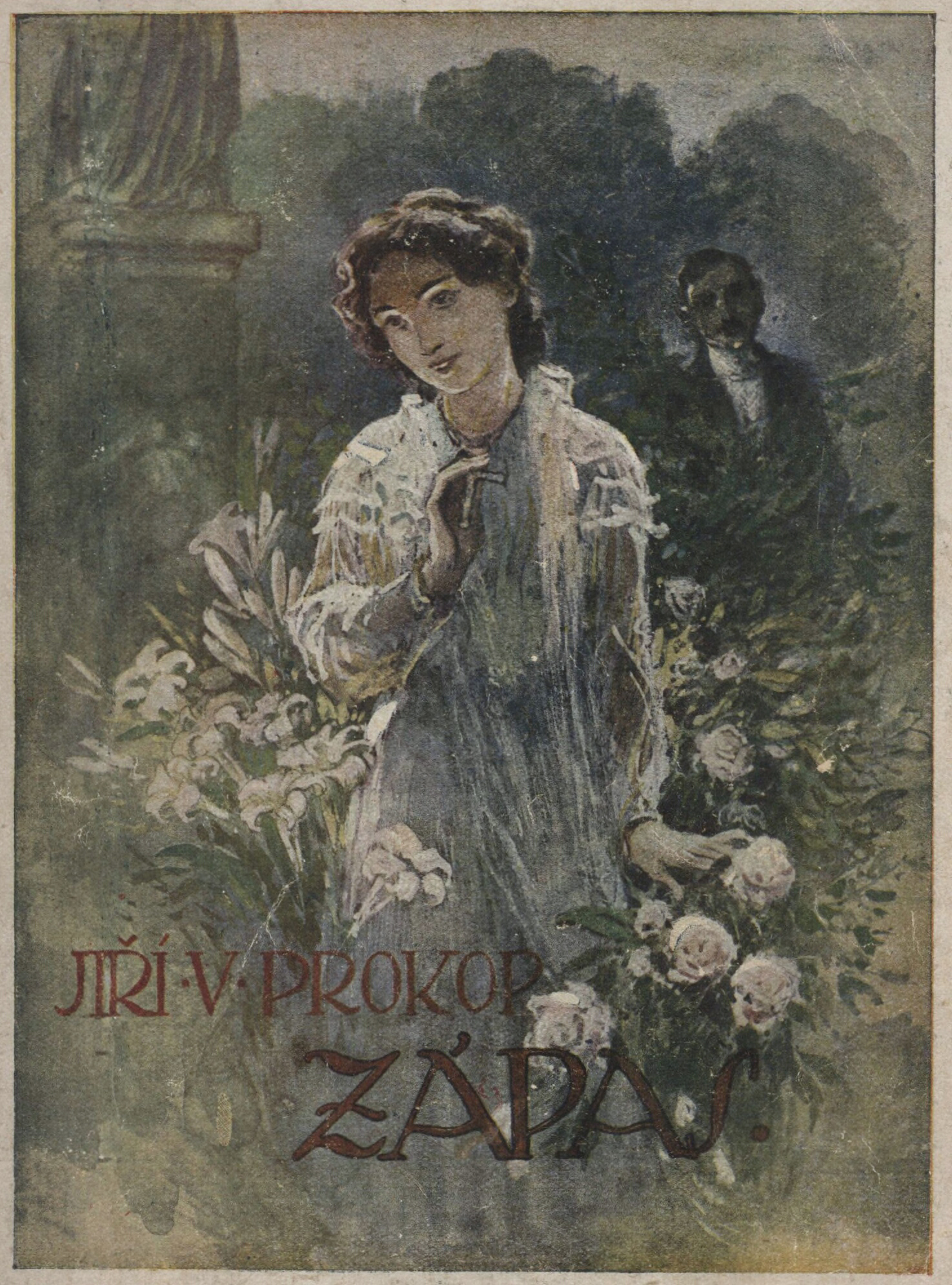
Zápas: román dívčího srdce (1919)

- Naši kluci – Praha: F. Šimáček, 1912 [14]
- Zatoulané štěstí: jihočeský obrázek – Praha: F. Šimáček, 1914 [15]
- Zápas: román dívčího srdce – Praha: Emil Šolc, 1918 [16]
- Křižovatky srdce: román – Praha: Melantrich, 1930?
- Tvrdý život: jihočeský román – Praha: Novina, 1931 [17]
- Domů, na Vánoce: trilogie ze života jihočeského dítěte – ilustroval J. Goth. Písek: František Podhajský, 1933
- Zápas s láskou: román mladého srdce – Praha: Novina, 1933
- Olenina láska: román karpatských hor – Olomouc: R. Promberger, 1935 [18]

### Studie
- Zlatá kniha českých hospodyněk: návod k správnému hospodaření a levnému i dobrému kuchaření: příručka všech českých žen, zejména těch, jež zakládají si svou vlastní domácnost – Plzeň: Český denník, 1915
- Svéráz v zemích česko-slovenských – napsaly Renata Tyršová a Amalie Kožmínová. Plzeň: Th. Mareš, 1918
- Podkarpatská Rus: práce a život lidu po stránce kulturní, hospodářské a národopisné – Praha: vlastním nákladem, 1922
- Podkarpatská Rus: práce a život lidu. 2. díl. Národní vyšívání a kroje – Praha: vlastním nákladem, 1922
- Lidové vyšívání křížkové pro školu a dům: barevné předlohy a užité vzory krojové – sestavila za součinnosti R. Kobosila. Praha: R. Kobosil, 1922
- Rady a pokyny pro úsporné vedení domácnosti: Co ještě hospodyně potřebuje k doplnění vědomostí, aby předešla škodám a ztrátám v domácnosti, rodině a hospodářství – sestavila s redakčním kruhem ... Praha: F. Strnadel a spol., 1947 [19]

### Divadelní hra
- Konopická: výpravná vesnická hra se zpěvy a tanci o třech jednáních s proměnou – písně zharmonizoval Alois Klíma. Praha: vlastním nákladem, 1932